# سونيا سينغ
سونيا سينغ (بالهندية: सोनिया सिंह؛ بالإنجليزية: Sonia Singh) هي ممثلة هندية، ولدت في 4 نوفمبر 1985 في لكناو في الهند.

## وصلات خارجية
- سونيا سينغ على موقع IMDb (الإنجليزية)
- سونيا سينغ على موقع كينوبويسك (الروسية)